# İlhan Altuntaş
İlhan Mustafa Altuntaş (* 6. Januar 2003 in Dormagen) ist ein deutsch-türkischer Fußballspieler.

## Karriere
Altuntaş ist in Dormagen geboren und aufgewachsen, wechselte jedoch bereits im Alter von acht Jahren in die Jugendabteilung des 1. FC Köln. In der Folge durchlief er ebenso die Jugendmannschaften des SC Fortuna Köln sowie ab 2019 jene von Viktoria Köln. Dort kam er nach elf Einsätzen in der A-Junioren-Bundesliga auch zu seinem ersten Einsatz im Profibereich in der 3. Liga, als er am 28. August 2021, dem 6. Spieltag, beim 3:1-Heimsieg gegen den SC Freiburg II in der 90. Spielminute für Niklas May eingewechselt wurde.
Mitte Januar 2023 wurde er für den Rest der Saison an den FC Rot-Weiß Koblenz in die Regionalliga Südwest ausgeliehen. Zur Saison 2023/24 wechselte er in die Regionalliga West zum Wuppertaler SV. Nachdem er Wuppertal zum Saisonende 2023/24 verlassen hatte, schloss er sich im September 2024 dem türkischen Viertligisten Zonguldak Kömürspor an. Im Januar 2025 verließ Altuntaş den Verein bereits wieder.